# ديفيد فييرا
ديفيد فييرا هو فنان قتال مختلط برازيلي، ولد في 28 فبراير 1982 في ريو دي جانيرو في البرازيل.

## وصلات خارجية
- ديفيد فييرا على موقع شيردوغ (الإنجليزية)